# NGC 6800
NGC 6800 (również OCL 123) – gromada otwarta znajdująca się w gwiazdozbiorze Liska. Odkrył ją William Herschel 10 września 1784 roku. Jest położona w odległości ok. 3,3 tys. lat świetlnych od Słońca.